# 鴨神にゅう
鴨神 にゅう（）は、日本のバーチャルYouTuber (VTuber)。麻雀企画の配信を中心に活動する。キャッチフレーズは「世界最強麻雀AIバーチャルYouTuber」。

## 概要
麻雀専門系バーチャルYouTuberとしては、千羽黒乃と並び最古参と称される。
最強を自称するだけあり、オンライン麻雀大会では数々の優勝経験を持つ。オンライン対戦麻雀ゲーム『雀魂』では、VTuberとしては千羽黒乃に続き2人目の魂天（最高段位）到達者であり、『雀魂』の上位プレイヤーのみが参加できる公式大会「四象戦」の常連でもある。「四象戦」は2020秋の陣、2023冬の陣で優勝しており、「四象戦」初となる2回優勝を果たした。
外見はツインテールに眼鏡をかけた少女の姿で、一人称には「ボク」を用いるが、AIのため性別は無い、としている。
麻雀企画や雑談のほか、ゲーム実況の配信も行っている。

## 略歴
2018年5月15日、Twitter（現X）へ初投稿し活動を開始。
2018年6月1日、YouTubeへ現在確認できる最初の動画を投稿。
2018年7月3日、YouTubeにて初めての生配信を実施。
2019年9月13日、天開司とともに東京ゲームショウの『雀魂』公式番組に生出演。
2020年9月21日、YouTubeのチャンネル登録者数が10,000人を突破。
2020年11月30日、メカニック制作の3Dモデルを初披露。
2021年5月22日、活動3周年記念配信にて仕事を退職していたことを報告。以降、VTuberの活動に専念する。
2021年10月9日、麻雀好きVTuberの青森りんこ、今酒ハクノ、千羽黒乃、鳳玲天々とともに結成した音楽ユニット『Hack Hearts Tune』（ハックハーツチューン）に、正体不明だがMリーグで聞き覚えがある「海賊ロボ」を特別ゲストに迎えた1stシングル『天下無双ワンチャンス★』のMVが、青森のYouTubeチャンネルで公開される。
2023年1月14日、メカニック制作の新3Dモデルを初披露。

## 人物
- 麻雀配信では、オンライン対戦麻雀ゲームの実況プレイのほか、初心者・中級者向けの麻雀講座も行っている[2]。
- 数字と理論に裏打ちされた麻雀を打つというデジタル派雀士[5]。
- 意図的な振り込み（差し込み）、鳴きによる自摸順ずらし、相手の読みを逆手に取る引っかけ待ちなどの技術を駆使しており、自らの雀風を「陰湿麻雀」と称している[2]。

### 交友
- 千羽黒乃とは、デビュー年が同じ、個人勢のVTuber、麻雀の実力者と共通点が多く、対局やコラボも多く行っており、良きライバルとして「因縁の相手」と呼んでいる[5][11]。
- 朝陽にいなともコラボを行っているほか、キービジュアルイラストの提供を受けている[12]。
- ほかにも、天開司、咲乃もこ、青森りんこ、今酒ハクノ、鳳玲天々ほか、多くのVTuberと麻雀コラボを実施している。
- プロ雀士とのコラボ配信も行っており、特に多井隆晴（渋谷ABEMAS）、鈴木たろう（赤坂ドリブンズ）とは、2020年から千羽黒乃も交えた大晦日コラボ「麻雀大乱闘」が恒例となっている[13]。

## 戦績

### 段位など
- 天鳳
  - 自己最高段位は八段[1]。
  - 最上位卓「鳳凰卓」にVTuberとして初めて到達（2018年9月13日）[7]。
- 雀魂
  - 公認プレイヤーに就任（2019年5月29日）[7]。
  - 公認プレイヤーGに就任（2020年5月16日）[7]。
  - 四人麻雀にて最高段位「魂天」を獲得（2020年8月11日）[7]。

### 大会
- 雀魂公式大会
  - 白上フブキ杯 優勝（2019年5月29日）[14]。
  - 雀魂一周年大感謝杯 優勝（2020年5月16日）[15]。
  - 2020 雀魂四象戦 -秋の陣- 優勝（2020年9月18日~同年9月21日）[3]。
  - 雀魂北斗戦2022 「日本サーバー代表」として優勝。メンバーは鴨神（第1試合で3着）、ずらまる、てんてん。。、raindea（2022年5月14日）[16][17]。
  - 第二回 雀魂バーチャルインターハイ 「ゼウス工業高校」として優勝。メンバーは鴨神（第3試合で2着、第4試合でトップ）、天開司、Fra（当時BOOGEY VOXX）[注 1]（2022年11月13日）[18]。
  - 2023 雀魂四象戦 -冬の陣- 優勝（2023年12月6日~同年12月17日）[4]。
  - 麒麟戦 2024 準優勝（2024年4月28日）
- 天鳳公式大会
  - 天鳳×Vtuber杯チーム対抗戦2022 「チーム太くないお」として優勝。メンバーは鴨神（第3試合「Vtuber枠」でトップ）、太くないお、鈴木優、かわちゃん、鳳東のうさぎさん（2022年12月4日）[19][20][21]。
- 国際オンライン・リーチ麻雀大会
  - 2020年、2021年に日本代表として出場[7]。
- 神域リーグ
  - 2022シーズンにて鈴木たろうよりドラフト指名を受け、「チームゼウス」のメンバーとして出場[22]。個人成績は16人中10位（2022年5月8日~同年9月12日）。